# Allison Moorer
Allison Moorer (Monroeville, 21 giugno 1972) è una cantautrice e musicista statunitense.

## Biografia
Nata in Alabama, è sorella minore di Shelby Lynne. Nel 1998 ha firmato per la MCA Nashville ed ha debuttato nella classifica Billboard con il singolo A Soft Place to Fall. Il suo album d'esordio è invece Alabama Song, uscito nel settembre '98. Nel 1998 è apparsa nel film L'uomo che sussurrava ai cavalli. Tra il 2002 ed il 2003 ha pubblicato due dischi per la Universal South. Nel 2002 ha collaborato con Kid Rock per il singolo Picture, che ha avuto un gran successo. Dal 2005 al 2014 è stata sposata con Steve Earle, da cui ha avuto anche un figlio. Ha lavorato dapprima per la Sugar Hill Records e poi per la New Line Records. Nel 2010 ha pubblicato Crows per la Rykodisc.

## Discografia
Album studio
- 1998 - Alabama Song
- 2000 - The Hardest Part
- 2002 - Miss Fortune
- 2003 - Show
- 2004 - The Duel
- 2006 - Getting Somewhere
- 2008 - Mockingbird
- 2010 - Crows
- 2015 - Down To Believing
- 2017 - Not Dark Yet (con Shelby Lynne)
- 2019 - Blood

Raccolte
- 2005 - The Definitive Collection
- 2008 - The Ultimate Collection